# Cautethia bredini
Cautethia bredini är en fjärilsart som beskrevs av C. Reed Cary 1970. Cautethia bredini ingår i släktet Cautethia och familjen svärmare. Inga underarter finns listade i Catalogue of Life.